# Józef Sygiet
Józef Sygiet, ps. Jan (ur. 3 marca 1912 w Bodziejowicach, zm. 14 sierpnia 1960 w Zawierciu) – polski działacz ruchu ludowego, dowódca oddziału partyzanckiego Batalionów Chłopskich.

## Życiorys
Urodził się w rodzinie chłopskiej z Bodziejowic. W 1932 roku wstąpił do Związku Młodzieży Wiejskiej RP „Wici” i jako jeden z bardzo aktywnych członków o radykalnych poglądach był kilka razy aresztowany. Obowiązkową służbę wojskową pełnił w latach 1933-1935, w czasie której zdał maturę. Po zakończeniu służby pozostał w wojsku jako podoficer nadterminowy. W czasie służby w Wojsku Polskim awansował do stopnia plutonowego. W czasie wojny obronnej w 1939 roku dostał się do niewoli niemieckiej skąd udało mu się uciec. Jako działacz ruchu ludowego wstąpił do ruchu oporu, gdzie przyjął pseudonim Jan. Brał udział w tworzeniu struktur Batalionów Chłopskich na terenie gminy Irządze. W latach 1943–1945 współpracował z pismem Nowe Tory. Następnie został dowódcą oddziału Batalionów Chłopskich liczącego około 130 ludzi. W Komendzie Powiatowej Ludowej Straży Bezpieczeństwa pełnił funkcję komendanta.
Jako dowódca oddziału pomagał zbiegłym z niemieckiej niewoli żołnierzom Armii Czerwonej i ukrywającym się Żydom. I jedni i drudzy często przebywali w dowodzonym przez niego oddziale. W czasie kwaterowania pod Krzepinem bechowcy zostali zaatakowani przez oddział Narodowych Sił Zbrojnych. W czasie walk zabitych zostało dwóch bechowców.
W okresie Polski Ludowej należał do Polskiego Stronnictwa Ludowego a następnie do Zjednoczonego Stronnictwa Ludowego. Mieszkał we Wrocławiu. Ostatnie lata spędził w Zawierciu, gdzie zmarł.

## Odznaczenia
- Srebrny  Krzyż Orderu Virtuti Militari
- Krzyż Partyzancki

## Upamiętnienie
Józef Sygiet jako dowódca oddziału Batalionów Chłopskich został upamiętniony na tablicy umieszczonej w 2013 roku we wsi Biała Błotna. 